# 冨士見町 (米子市)
冨士見町（ふじみちょう）は、鳥取県米子市の町名。郵便番号は683-0055。冨士見町と冨士見町1〜2丁目がある。

## 歴史
1935年から現在の米子市の町名である。町名の由来は、伯耆富士（大山）を望む地に位置することによる。

### 冨士見町
冨士見町は1935年、米子市角盤町1丁目の一部をもって形成される。冨士見町と冨士見町1丁目〜2丁目とを区別した理由は当町が冨士見町一帯の濫觴（らんしょう）の地であることによる。

### 冨士見町1丁目〜2丁目
冨士見町1丁目は米子市博労町1丁目・角盤町1丁目の各一部、冨士見町2丁目は米子市幸町と角盤町1丁目の一部である。
1938年12月、2丁目で26世帯が焼失する大火が発生。1960年より冨士見土地区画整理事業が実施される。1967年、国道180号沿いに米子消防署が新築移転する。

#### 幸町
幸町（さいわいちょう）は1915年から1935年の町名で、はじめは米子町、1927年からは米子市の町名。米子町新法勝寺町が改称して成立する。1923年の世帯数79・人口396である。1935年、冨士見町2丁目となった。
『西伯之資力 大正11年10月調』によると幸町の亀本清太郎の所有地価金は224円35銭、所得税は田村歳蔵が15円、益田萬五郎が6円10銭、澤田千松が5円30銭、田村松太郎（牛馬、皮骨）が4円60銭、国税営業税は松尾大蔵（牛豚肉）が30円25銭、益田萬五郎が24円、西尾大吉が20円95銭、澤田千松が20円56銭、田村松太郎（牛馬、皮骨）が17円94銭、久崎慶次郎（牛馬、皮骨）が17円59銭、中田亀市が15円95銭、羽原徳蔵が13円90銭、田中チカが7円である。

## 人口
冨士見町の世帯数・人口は1935年、140・646。1955年、271・1114。1965年、337・1105。1975年、283・822。
冨士見町1丁目〜2丁目の世帯数・人口は1935年、219・938。1955年、397・1659。1965年、456・1513。1975年、280・992。

## 区長
区長は以下の通り。
- 1889年中当選
  - 第二十五区 新法勝寺町・岩上仙吉[2]
- 1935年中当選
  - 冨士見一・小林熊之助[2]
  - 冨士見二・西川直市[2]
  - 冨士見・足立重利[2]
- 1936年中当選
  - 冨士見二・山本鶴吉[2]

## 経済

### 産業
店・企業
- 米子信用金庫 東支店・南出張所 - 1丁目。
- 東進衛星予備校 米子東校、米子冨士見校 - 1丁目。
- 代ゼミサテライン予備校 栄光学園米子校 - 1丁目。
- ビッグボーイ 米子冨士見店 - 2丁目。
- 竹田工務店 - 1940年開業、冨士見[7]。

かつて存在した店・企業
- 米子電車軌道 - 1923年設立[8]。2丁目[8]。
- 和田商店 - 1936年開業、2丁目[7]。
- 松原商店 - 1927年開業、酒食料荒物、冨士見[7]。
- 古谷商店 - 1923年開業、菓子、煙草、1丁目[7]。

## 地域

### 施設
公園
- 冨士見1号公園 - 1丁目。
- 富士見二号公園 - 2丁目。

行政
- 米子消防署 - 1丁目。
- 米子警察署角盤交番 - 2丁目。
- 米子市解放文化センター、中央隣保館 - 2丁目。

団体
- 在日本朝鮮人聯連合会鳥取県本部 - 2丁目。
- 部落解放同盟西部地区協議会

宗教
- 堅信寺（本門佛立宗） - 1丁目。
- 天理教 米府分教会 - 冨士見。

その他
- 大同会（暴力団） - 2丁目。

かつて存在した授産施設
授産施設としては1938年、冨士見町2丁目に900余円を投じ、包皮製造場を設備し、これを同町民に貸付するほか民間に副業斡旋所がある。もとは1926年、副業奨励のため麻裏草履の製作講習を行い、その製品の統一並びに販売を円滑させるため履物業者を主体とした斡旋所を設立せしめたが、これには種々な欠陥を認めたので1927年、一度それを解散し、さらに範囲を拡大して麻裏草履のほか壜苞、刺繡等をも加え7月25日匿名組合組織の米子副業斡旋所を設立し、出資をあまねく市内の篤志家に求め、中産階級以下の経済的進出に対する一部門を分担させ、常に講習会を開催して家庭手工業としての技能を授けた。

## 交通
- 富士見町駅